# Coenagrion syriacum
Coenagrion syriacum – gatunek ważki z rodziny łątkowatych (Coenagrionidae). Występuje na Bliskim Wschodzie – w Syrii, Libanie, Jordanii, Izraelu i na południowym wybrzeżu Turcji, prawdopodobnie także w Palestynie.